# Psycho Circus Tour
Psycho Circus Tour bylo koncertní turné americké hardrockové skupiny Kiss na podporu alba Psycho Circus, které bylo nahráno v původní sestavě s Acem Frehleym a Peterem Crissem. Turné trvalo od roku 1998 až do roku 2000.

## Seznam písní
1. Psycho Circus
2. Shout It Out Loud
3. Deuce
4. Do You Love Me?
5. Firehouse
6. Shock Me
7. Let Me Go, Rock 'N' Roll
8. Calling Dr. Love
9. Into the Void
10. King of the Night Time World
11. God of Thunder
12. Cold Gin
13. Within
14. I Was Made for Lovin' You
15. Love Gun
16. 100,000 Years
17. Rock and Roll All Nite

Přídavek:
1. Beth
2. Detroit Rock City
3. Black Diamond

## Turné v datech
| Datum               | Město                        | Stát            | Místo                                                   | Počet diváků      |
| Severní Amerika     | Severní Amerika              | Severní Amerika | Severní Amerika                                         | Severní Amerika   |
| ------------------- | ---------------------------- | --------------- | ------------------------------------------------------- | ----------------- |
| 31. října 1998      | Los Angeles, Kalifornie      | Spojené státy   | Dodger Stadium                                          | 32 000            |
| 12. listopadu 1998  | Boston, Massachusetts        | Spojené státy   | FleetCenter                                             | 15 000            |
| 13. listopadu 1998  | Boston, Massachusetts        | Spojené státy   | FleetCenter                                             | 11 000            |
| 15. listopadu 1998  | Albany, New York             | Spojené státy   | Pepsi Arena                                             | 7 000             |
| 16. listopadu 1998  | Portland, Maine              | Spojené státy   | Cumberland County Civic Center                          | 5 000             |
| 18. listopadu 1998  | University Park, Pensylvánie | Spojené státy   | Bryce Jordan Center                                     | 6 000             |
| 19. listopadu 1998  | Washington, D.C.             | Spojené státy   | MCI Center                                              | 8 000             |
| 21. listopadu 1998  | Filadelfie, Pensylvánie      | Spojené státy   | First Union Center                                      | 12 000            |
| 22. listopadu 1998  | East Rutherford, New Jersey  | Spojené státy   | Continental Airlines Arena with laser incident[ujasnit] | 15 000            |
| 23. listopadu 1998  | New York                     | Spojené státy   | Madison Square Garden                                   | 15 000            |
| 25. listopadu 1998  | Hartford, Connecticut        | Spojené státy   | Hartford Civic Center                                   | 7 000             |
| 27. listopadu 1998  | Uniondale, New York          | Spojené státy   | Nassau Coliseum                                         | 12 000            |
| 28. listopadu 1998  | Rochester, New York          | Spojené státy   | War Memorial Arena                                      | 6 000             |
| 29. listopadu 1998  | Buffalo, New York            | Spojené státy   | Marine Midland Arena                                    | 7 000             |
| 1. prosince 1998    | Montréal                     | Kanada          | Molson Centre                                           | 11 000            |
| 2. prosince 1998    | Toronto                      | Kanada          | SkyDome                                                 | 15 000            |
| 4. prosince 1998    | Pittsburgh, Pensylvánie      | Spojené státy   | Civic Arena                                             | 11 000            |
| 5. prosince 1998    | Columbus, Ohio               | Spojené státy   | Value City Arena                                        | 11 000            |
| 6. prosince 1998    | Cleveland, Ohio              | Spojené státy   | Gund Arena                                              | 15 000            |
| 8. prosince 1998    | Charleston, Západní Virginie | Spojené státy   | Charleston Civic Center                                 | 8 923             |
| 9. prosince 1998    | Lexington, Kentucky          | Spojené státy   | Rupp Arena                                              | 7 000             |
| 11. prosince 1998   | Fairborn, Ohio               | Spojené státy   | Ervin J. Nutter Center                                  | 8 000             |
| 12. prosince 1998   | Terre Haute, Indiana         | Spojené státy   | Hulman Center                                           | 4 000             |
| 13. prosince 1998   | Indianapolis, Indiana        | Spojené státy   | Market Square Arena                                     | 9 000             |
| 15. prosince 1998   | Minneapolis, Minnesota       | Spojené státy   | Target Center                                           | 12 000            |
| 16. prosince 1998   | Omaha, Nebraska              | Spojené státy   | Omaha Civic Auditorium                                  | 10 000            |
| 18. prosince 1998   | Rockford, Illinois           | Spojené státy   | Rockford MetroCentre                                    | 5 000             |
| 19. prosince 1998   | Cedar Rapids, Iowa           | Spojené státy   | Five Seasons Center                                     | 7 000             |
| 20. prosince 1998   | Milwaukee, Wisconsin         | Spojené státy   | Bradley Center                                          | 11 000            |
| 27. prosince 1998   | Madison, Wisconsin           | Spojené státy   | Dane County Expo Coliseum                               | 9 000             |
| 29. prosince 1998   | Rosemont, Illinois           | Spojené státy   | Rosemont Horizon                                        | 10 000            |
| 30. prosince 1998   | Grand Rapids, Michigan       | Spojené státy   | Van Andel Arena                                         | 7 000             |
| 31. prosince 1998   | Auburn Hills, Michigan       | Spojené státy   | The Palace of Auburn Hills                              | 15 000            |
| 2. ledna 1999       | Nashville, Tennessee         | Spojené státy   | Nashville Arena                                         | 12 000            |
| 31. ledna 1999      | Miami Gardens, Florida       | Spojené státy   | Pro Player Stadium                                      | Super Bowl XXXIII |
| Evropa              |                              |                 |                                                         |                   |
| 26. února 1999      | Helsinky                     | Finsko          | Hartwall Areena                                         | 12 000            |
| 28. března 1999     | Oslo                         | Norsko          | Oslo Spektrum                                           | 8 000             |
| 2. března 1999      | Stockholm                    | Švédsko         | Globen Arena                                            | 12 000            |
| 3. března 1999      | Stockholm                    | Švédsko         | Globen Arena                                            | 14 000            |
| 4. března 1999      | Göteborg                     | Švédsko         | Scandinavium                                            | 12 000            |
| 5. března 1999      | Göteborg                     | Švédsko         | Scandinavium                                            | 11 000            |
| 7. března 1999      | Berlín                       | Německo         | Berlin Velodrom                                         | 12 000            |
| 8. března 1999      | Kolín nad Rýnem              | Německo         | Kölnarena                                               | 14 000            |
| 9. března 1999      | Frankfurt nad Mohanem        | Německo         | Frankfurt Festhalle                                     | 11 000            |
| 11. března 1999     | Erfurt                       | Německo         | Messehalle                                              | 6 000             |
| 12. března 1999     | Brémy                        | Německo         | Bremen Stadthalle                                       | 10 000            |
| 13. března 1999     | Utrecht                      | Nizozemsko      | Prins Van Oranjehal                                     | 14 000            |
| 15. března 1999     | Milán                        | Itálie          | Filaforum                                               | 11 000            |
| 17. března 1999     | Vídeň                        | Rakousko        | Wiener Stadthalle                                       | 12 000            |
| 18. března 1999     | Praha                        | Česko           | Tipsport arena                                          | 13 000            |
| 19. března 1999     | Mnichov                      | Německo         | Olympiahalle                                            | 12 000            |
| 20. března 1999     | Stuttgart                    | Německo         | Schleyerhalle                                           | 14 000            |
| 22. března 1999     | Paříž                        | Francie         | Palais Omnisports de Paris-Bercy                        | 15 000            |
| 23. března 1999     | Brusel                       | Belgie          | Forest National                                         | 8 000             |
| 25. března 1999     | Londýn                       | Anglie          | Wembley Arena                                           | 12 000            |
| 27. března 1999     | Dortmund                     | Německo         | Westfalenhalle                                          | 9 000             |
| 28. března 1999     | Kiel                         | Německo         | Ostseehalle                                             | 3 000             |
| Jižní Amerika       |                              |                 |                                                         |                   |
| 10. dubna 1999      | Buenos Aires                 | Argentina       | River Plate Stadium                                     | 35 000            |
| 15. dubna 1999      | Porto Alegre                 | Brazílie        | Hipodromo do Cristal                                    | 40 000            |
| 17. dubna 1999      | São Paulo                    | Brazílie        | Autodromo de Interlagos                                 | 53 000            |
| Severní Amerika     |                              |                 |                                                         |                   |
| 21. dubna 1999      | San Juan                     | Portoriko       | Roberto Clemente Coliseum                               | 16 000            |
| 24. dubna 1999      | Ciudad de México             | Mexiko          | Foro Sol Stadium                                        | 63 000            |
| Millennium koncerty |                              |                 |                                                         |                   |
| 9. srpna 1999       | Westwood, Los Angeles        | Spojené státy   | UCLA Parking Lot Detroit Rock City Premiere Party       | 2 000             |
| 23. srpna 1999      | Paradise, Nevada             | Spojené státy   | MGM Grand Garden Arena WCW Nitro Television Appearance  | 18 000            |
| 29. října 1999      | Paradise, Nevada             | Spojené státy   | MGM Grand Theme Park iBash Pixelon Party                | 1 000             |
| 31. října 1999      | Vancouver                    | Kanada          | BC Place Stadium Millennium Concert                     | 20 000            |
| 3. ledna 2000       | Anchorage, Aljaška           | Spojené státy   | Sullivan Arena Millennium Concert                       | 8 000             |

Písně She a Nothin' To Lose se hrály pouze na stadiónu Dodger Stadium v Los Angeles. Cold Gin se nehrála v argentinském Buenos Aires. Píseň Makin' Love byla přidána od druhého koncertu dál, ale zanedlouho byla z playlistu stažena.

## Sestava
Kiss
- Paul Stanley – rytmická kytara, zpěv
- Gene Simmons – basová kytara, zpěv
- Ace Frehley – sólová kytara, zpěv
- Peter Criss – bicí, zpěv